# Canton du Mas-d'Azil
Le canton du Mas-d'Azil est une ancienne division administrative française située dans le département de l'Ariège.

## Géographie
Ce canton était organisé autour du Mas-d'Azil dans l'arrondissement de Pamiers. Son altitude variait de 232 m (Thouars-sur-Arize) à 751 m (Camarade) pour une altitude moyenne de 325 m.

## Composition
Le canton du Mas-d'Azil était composé de 14 communes et comptait 4 204 habitants (population municipale) au 1er janvier 2010.
| Nom                                   | Code Insee | Intercommunalité | Superficie (km2) | Population (dernière pop. légale) | Densité (hab./km2) |
| ------------------------------------- | ---------- | ---------------- | ---------------- | --------------------------------- | ------------------ |
| Le Mas-d'Azil (bureau centralisateur) | 09181      | CC Arize Lèze    | 39,36            | 1 236 (2022)                      | 31                 |
| La Bastide-de-Besplas                 | 09038      | CC Arize Lèze    | 10,22            | 373 (2022)                        | 36                 |
| Les Bordes-sur-Arize                  | 09061      | CC Arize Lèze    | 12,68            | 472 (2022)                        | 37                 |
| Camarade                              | 09073      | CC Arize Lèze    | 27,68            | 209 (2022)                        | 7,6                |
| Campagne-sur-Arize                    | 09075      | CC Arize Lèze    | 13,34            | 286 (2022)                        | 21                 |
| Castex                                | 09084      | CC Arize Lèze    | 7,03             | 95 (2022)                         | 14                 |
| Daumazan-sur-Arize                    | 09105      | CC Arize Lèze    | 13,78            | 804 (2022)                        | 58                 |
| Fornex                                | 09123      | CC Arize Lèze    | 9,62             | 107 (2022)                        | 11                 |
| Gabre                                 | 09127      | CC Arize Lèze    | 13,36            | 124 (2022)                        | 9,3                |
| Loubaut                               | 09172      | CC Arize Lèze    | 2,39             | 28 (2022)                         | 12                 |
| Méras                                 | 09186      | CC Arize Lèze    | 3,69             | 97 (2022)                         | 26                 |
| Montfa                                | 09205      | CC Arize Lèze    | 8,54             | 94 (2022)                         | 11                 |
| Sabarat                               | 09253      | CC Arize Lèze    | 9,5              | 377 (2022)                        | 40                 |
| Thouars-sur-Arize                     | 09310      | CC Arize Lèze    | 2,34             | 40 (2022)                         | 17                 |

## Représentation

### Conseillers généraux de 1833 à 2015
| Période | Période          | Identité                                 | Étiquette    | Qualité |
| ------- | ---------------- | ---------------------------------------- | ------------ | --- |
| 1833    | 1839             | Paul-Frédéric de Lasserre                |              | Propriétaire maire du Mas-d'Azil                                                                                          |
| 1839    | 1848             | Prosper Trinqué Loubères                 |              | Juge à Foix, conseiller d'arrondissement                                                                                  |
| 1848    | 1852             | Auguste Ladevèze                         | Républicain  | Propriétaire au Mas-d'Azil Ancien officier d'artillerie Ancien juge de paix                                               |
| 1852    | 1870             | Maurice du Pac de Marsouliès (1816-1898) |              | Propriétaire - maire de Daumazan-sur-Arize                                                                                |
| 1870    | 1878 (décès)     | Émile Sans-Leroy                         | Républicain  | Propriétaire à Daumazan-sur-Arize                                                                                         |
| 1878    | 1885 (démission) | Charles Sans-Leroy                       | Républicain  | Avocat, ancien sous-préfet maire de Daumazan-sur-Arize, de Camarade                                                       |
| 1885    | 1889 (décès)     | Albert Ladevèze                          |              | maire des Bordes-sur-Arize, viguier d'Andorre                                                                             |
| 1889    | 1891 (décès)     | Casimir de Castet                        |              | Docteur en médecine maire de Daumazan-sur-Arize                                                                           |
| 1891    | 1895             | Charles Sans-Leroy                       | Républicain  | maire de Daumazan-sur-Arize, de Camarade, député (1885-1889)                                                              |
| 1895    | 1919             | Amédée Roujas (1850-1927)                | Républicain  | Notaire - maire du Mas-d'Azil                                                                                             |
| 1919    | 1937             | Joseph Miramont                          | Rad.         | Propriétaire maire de Montbrun, de La Bastide-de-Besplas                                                                  |
| 1937    | 1940             | Cyprien Laffitte                         | Rad.         | Pharmacien Maire du Mas-d'Azil Nommé conseiller départemental en 1943                                                     |
|         |                  |                                          |              | |
| 1945    | 1985             | André Saint-Paul                         | SFIO puis PS | Médecin, député de l'Ariège (1968-1981) président du conseil général (1966-1985), conseiller régional maire du Mas-d'Azil |
| 1985    | 1986 (démission) | Michel Poujol                            | PS           | Chirurgien-dentiste au Mas-d'Azil, conseiller municipal de Sabarat                                                        |
| 1986    | 1992             | André Saint-Paul                         | PS           | Médecin maire du Mas-d'Azil                                                                                               |
| 1992    | 2015             | Raymond Berdou                           | PS           | Enseignant - maire du Mas-d'Azil Président de la communauté de communes de l'Arize                                        |

### Conseillers d'arrondissement (de 1833 à 1940)
| Période                                  | Période      | Identité                                     | Étiquette   | Qualité |
| ---------------------------------------- | ------------ | -------------------------------------------- | ----------- | --- |
| 1833                                     | 1833         | M. Damboix                                   |             | Maire du Mas-d'Azil                                                                                         |
| 1833                                     | 1834 (décès) | Jean Marc Espert (1774-1834)                 |             | Maréchal de camp retraité, maire de Lagarde                                                                 |
| 1834                                     | 1839         | Prosper Trinqué-Loubères                     |             | Juge suppléant au Tribunal de Saint-Girons                                                                  |
|                                          |              |                                              |             | |
|                                          | 1871         | Paul-Auguste Blaja                           |             | Propriétaire à Daumazan-sur-Arize                                                                           |
|                                          |              |                                              |             | |
| 1886                                     | 1898         | Paul-Eugène de Robert-Lafrégeyre (1835-1912) | Républicain | Maire de Gabre (1876-1898), juge de paix                                                                    |
| 1898                                     | 1903 (décès) | M. Bicheyre                                  | Radical     | Propriétaire au Mas-d'Azil                                                                                  |
|                                          |              |                                              |             | |
| 1919                                     | 1934         | Raoul Laffont                                | Radical     | Maire de Sabarat                                                                                            |
| 1940                                     |              |                                              |             | Les conseils d'arrondissement ont été suspendus par la loi du 12 octobre 1940 et n'ont jamais été réactivés |
| Les données manquantes sont à compléter. |              |                                              |             | |

## Démographie
| 1962  | 1968  | 1975  | 1982  | 1990  | 1999  | 2006  | 2011  | 2012  |
| ----- | ----- | ----- | ----- | ----- | ----- | ----- | ----- | ----- |
| 4 826 | 4 611 | 4 244 | 3 917 | 3 866 | 3 798 | 4 099 | 4 216 | 4 193 |